# Etnesjøen
Etnesjøen è un villaggio della Norvegia, situato nella municipalità di Etne, nella contea di Hordaland.